# Cheli (argot)
 (avril 2025).
Si vous disposez d'ouvrages ou d'articles de référence ou si vous connaissez des sites web de qualité traitant du thème abordé ici, merci de compléter l'article en donnant les références utiles à sa vérifiabilité et en les liant à la section « Notes et références ».
Pour les articles homonymes, voir Cheli.
Le cheli est un argot de Madrid (Espagne) principalement juvénile. Il est apparu au début des années 1980, dans le milieu des pasotas (marginaux) appartenant à la movida madrilène et il est encore utilisé dans différents milieux. Il se caractérise par le fait d'être un langage relâché dans ses formes, tout en ayant des éléments castizos (recherchés) et parfois marginaux et, surtout, pour utiliser assidûment des dysphémismes (l'opposé des euphémismes). C'est pour cela qu'il est perçu comme un langage contre-culturel et antiprotocolaire, et qu'il est bien répandu chez pratiquement toute la jeunesse madrilène.
Son lexique et ses champs sémantiques sont réduits, et se limitent à des thèmes en relation avec la nécessité, la marginalité, la fête, la nuit, l'amitié… Il utilise des emprunts aux autres langues ou autres argots. Parfois le sens peut être différent du sens d'origine, ou être plus large (exemple : colega). Est fréquente l'utilisation de mots pour interpeler comme macho, tronco, tío et chaval  et de différents mots faisant référence à la bande ou à un groupe indéterminé de personnes basca, peña, todo dios. Divers mots de cet argot ont fini par être acceptés par le DRAE, à cause de leur généralisation. 
Tout en restant un argot fondamentalement oral, il apparaît sous forme écrite dans des publications alternatives, pamphlets, ou graffitis. De plus, depuis l'utilisation des chats et forums sur internet, il est commun dans le mode de communication entre jeunes. Cette forme écrite est caractérisée par l'utilisation d'apocopes et abréviations libres. L'utilisation de la lettre k est fréquente, parfois comme symbole de l'anarchie (anarkía) et dans les autres occasions par simple laisser-aller.
Francisco Umbral et Ramoncín ont publié des livres dans le but d'expliquer l'argot et de rendre plus facile sa compréhension.